# Ararat (tỉnh)
Ararat (tiếng Armenia: Արարատ) là một tỉnh Marz của Armenia. Tỉnh lỵ đóng ở Artashat. Tỉnh có diện tích 2096 km², dân số năm 2002 là 252.665 người.
Được đặt theo tên núi Ararat, tỉnh giáp giới với tỉnh Iğdır của Thổ Nhĩ Kỳ về phía tây và Cộng hòa tự trị Nakhchivan của Azerbaijan ở phía nam. Nó bao quanh khu đất lọt Karki Nakhichevan đã được kiểm soát bởi Armenia kể từ khi chiếm được tháng năm 1992 trong Chiến tranh Nagorno-Karabakh.
Hai cố đô tiếng Armenia là nằm trong khu vực này (Artashat (Artaxata) và Dvin) cũng như tu viện Virap Khor, đáng kể như là nơi của Gregory tù 13 năm của Illuminator và điểm gần nhất với núi Ararat trong phạm vi biên giới Armenia.
Ararat biên giới marzer sau đây:
- Armavir - Tây Bắc
- Kotayk - Bắc
- phía đông giáp tỉnh Gegharkunik
- Vayots Dzor - phía đông nam

Ararat cũng giáp giới Yerevan ở phía bắc giữa biên giới của nó với Armavir và Kotayk.

## Các cộng đồng
Tỉnh có 97 cộng đồng sau (trong đó có 4 cộng đồng in đậm trong bảng là thành thị) và 93 cộng đồng nông thôn. Việc phân chia dưới đây là theo raion, phân khu hành chính của Armenia trước năm 1995.
| Artashat | Masis | Ararat |
| --- | --- | --- |
| 1. Abovyan 2. Araksavan 3. Arevshat 4. Artashat 5. Aygepat 6. Aygestan 7. Aygezard 8. Azatavan 9. Baghramyan 10. Bardzrashen 11. Berdik 12. Berkanush 13. Burastan 14. Byuravan 15. Dalar 16. Deghdzut 17. Dimitrov 18. Ditak 19. Dvin 20. Getazat 21. Hnaberd 22. Hovtashen 23. Jrashen 24. Kaghtsrashen 25. Kanachut 26. Lanjazat 27. Masis 28. Mkhchyan 29. Mrganush 30. Mrgavan 31. Mrgavet 32. Narek 33. Norashen 34. Nshavan 35. Shahumyan 36. Vardashen 37. Verin Artashat 38. Verin Dvin 39. Vostan | 1. Arbat 2. Arevabuyr 3. Argavand 4. Ayntap 5. Azatashen 6. Darakert 7. Darbnik 8. Dashtavan 9. Zorak 10. Geghanist 11. Getapnya 12. Ghukasavan 13. Hayanist 14. Hovtashat 15. Jrahovit 16. Khachpar 17. Marmarashen 18. Masis 19. Nizami 20. Nor Kharberd 21. Nor Kyurin 22. Norabats 23. Noramarg 24. Ranchpar 25. Sayat-Nova 26. Sipanik 27. Sis | 1. Aralez 2. Ararat 3. Ararat 4. Armash 5. Avshar 6. Aygavan 7. Dashtakar 8. Goravan 9. Lanjanist 10. Lanjar 11. Lusarat 12. Lusashogh 13. Nor Kyank 14. Nor Ughi 15. Noyakert 16. Paruyr Sevak 17. Pokr Vedi 18. Shaghap 19. Sisavan 20. Surenavan 21. Taperakan 22. Urtsadzor 23. Urtsalanj 24. Vanashen 25. Vardashat 26. Vedi 27. Vedu ginu gortsaranin kits 28. Vosketap 29. Yeghegnavan 30. Yeraskh 31. Zangakatun |